# David Huddleston
David William Huddleston (Vinton, 17 de setembro de 1930 – Santa Fé, 2 de agosto de 2016) foi um ator americano. Um candidato do Emmy,
Huddleston tem tido uma carreira na televisão prolífico, e já apareceu em vários filmes, como Blazing Saddles, Crime Busters, Papai Noel: O Filme e O Grande Lebowski.

## Início da vida
Huddleston nasceu em Vinton (Virgínia), filho de Ismay Hope (nascido Dooley) e Lewis Melvin Huddleston. Ele foi brevemente um oficial da Força Aérea dos Estados Unidos antes de iniciar sua educação formal em atuação no prestigiado na Academia Americana de Artes Dramáticas. Huddleston participou da Academia Militar Fork Union no ensino médio (aula de 1949) e está listado entre alunos proeminentes da escola.